# س. ماكسويل ستانلي
س. ماكسويل ستانلي (بالإنجليزية: C. Maxwell Stanley)‏ هو ناشط سلام ومهندس أمريكي، ولد في 1904 في كورنينج في الولايات المتحدة، وتوفي في 1984 في نيويورك في الولايات المتحدة.